# Barbula fidelis
Barbula fidelis är en bladmossart som beskrevs av H. Crum och Steere 1958. Barbula fidelis ingår i släktet neonmossor, och familjen Pottiaceae. Inga underarter finns listade i Catalogue of Life.